# Postkutschenlinie Bad Kissingen–Bad Bocklet
Der Postkutschendienst Bad Kissingen–Bad Bocklet ist die letzte deutsche Postkutschenlinie, die noch immer von der Deutschen Post betrieben wird. Sie dient nicht mehr dem Posttransport, sondern allein der touristischen Fahrgastbeförderung.

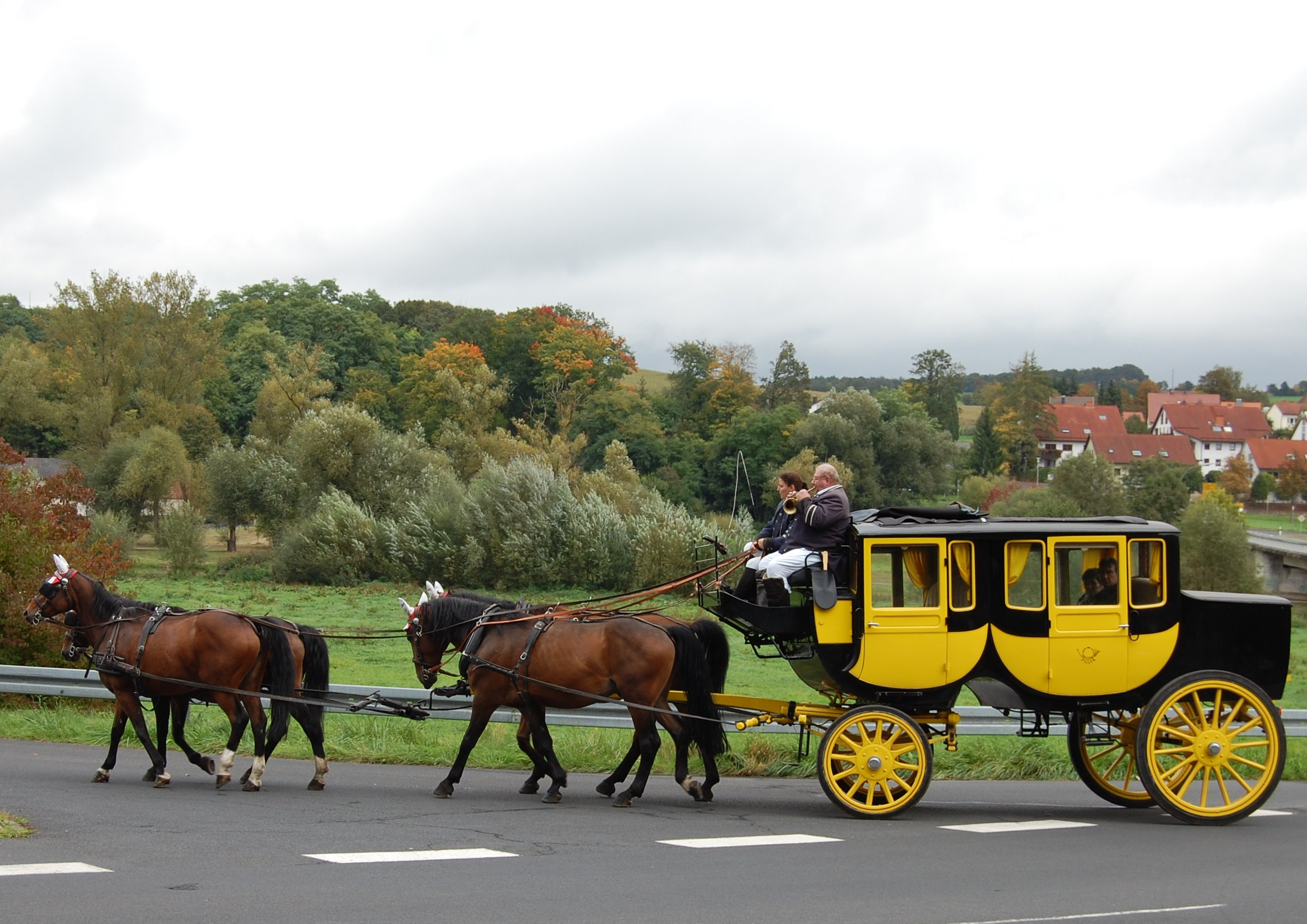
Die Postkutsche auf ihrem Liniendienst von Bad Kissingen nach Bad Bocklet (2010)

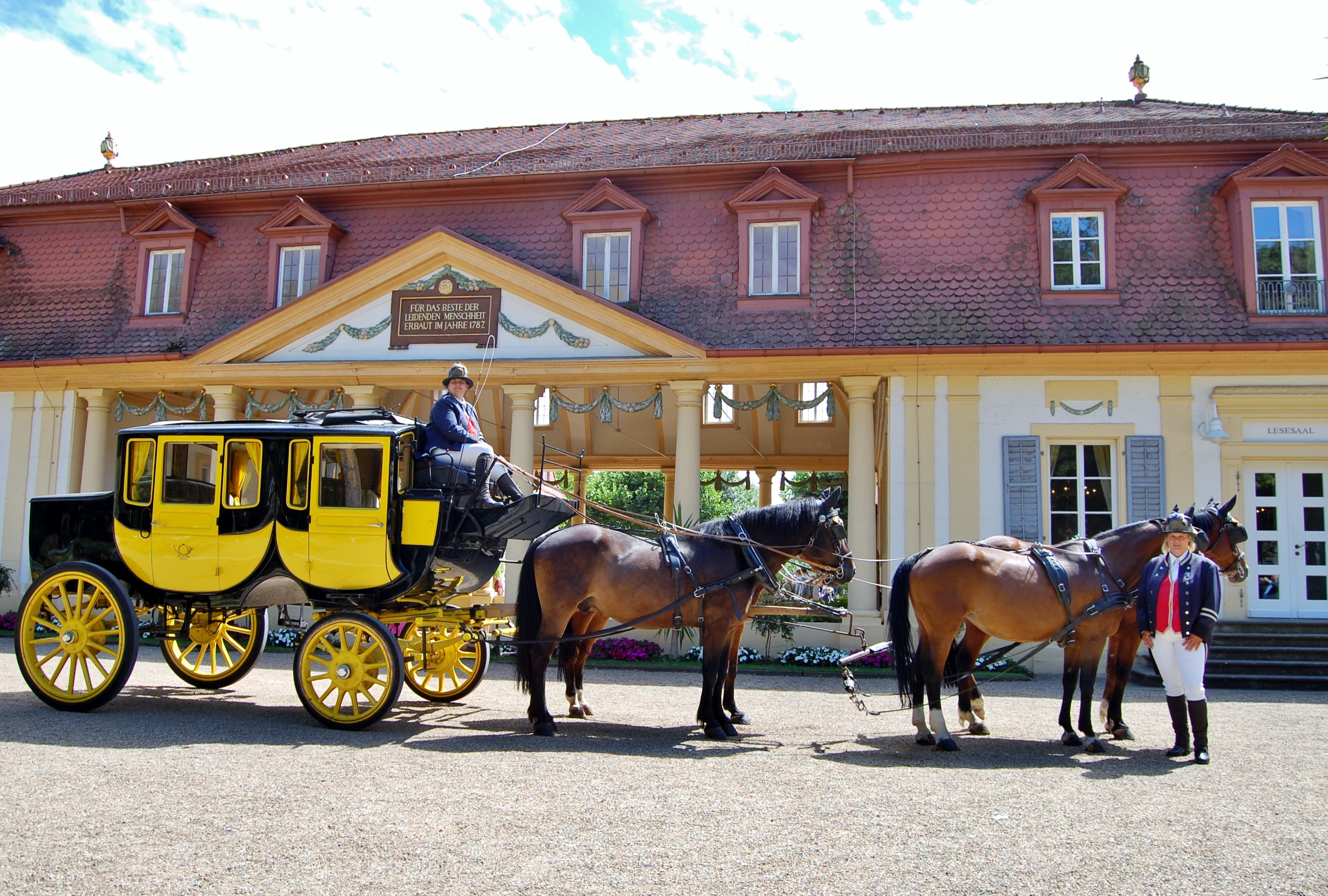
Die Postkutsche vor dem Brunnenbau in Bad Bocklet (2015)

## Geschichte
Die königlich bayerische Kurstadt Kissingen – erst im Jahr 1883 wurde der Stadt von König Ludwig II. das Prädikat „Bad“ verliehen – erhielt im Jahr 1825 eine „Brief- und Fahrpost-Expedition“. Dadurch war die Stadt erstmals regelmäßig für zahlende Fahrgäste erreichbar. Knapp 20 Jahre später (1844) hatte die Fahrgastbeförderung derart an Bedeutung gewonnen, dass Post- und Briefbeförderung getrennt wurden. Während der Kur- und Badesaison gab es einen täglichen Postkutschenverkehr.
Zunächst war die Verwaltung des Poststalls im Hotel „Viktoria“ an der Kurpromenade, später wurde sie ins benachbarte Hotel „Russischer Hof“ verlegt. Ende des 19. Jahrhunderts wurde der Stall an den heutigen Theaterplatz verlegt, da die Lärmbelästigung der mit Eisen beschlagenen Kutschenräder auf dem Kopfsteinpflaster die Ruhe des Kurbetriebs störte.
Im Jahr 1908 lösten auch in Bad Kissingen die Kraftpostbusse die veralteten Postkutschen ab. Die Busse wurden bis zur zweiten Hälfte des 20. Jahrhunderts im Regionalverkehr eingesetzt. Der Regelverkehr zwischen Bad Kissingen und Bad Brückenau war eine der ältesten Postbuslinien in Bayern.
Am 7. Juni 1939 wurde von der Deutschen Reichspost, wie auch in 24 anderen deutschen Kurorten, wieder ein regelmäßiger Postkutschenverkehr eingeführt, und zwar zwischen Bad Kissingen und Bad Bocklet bzw. Schloss Aschach. Dafür wurden beim Karosseriewerk Aug. Nowack AG in Bautzen neue Postkutschen gebaut. Wegen des Zweiten Weltkrieges wurde der Postkutschenverkehr bald wieder eingestellt. 1950 wurde der Dienst erneut wieder aufgenommen. Diese Linie, die jetzt noch in der Sommersaison mit der vierspännigen Postkutsche in den Monaten April bis Oktober täglich bedient wird, betrieb bis 2018 auch die Deutsche Post als touristisches Angebot mit. Sie war damit der letzte noch verbliebene Postkutschendienst der Deutschen Post.
Bei der jetzigen Kutsche aus dem Jahre 1967 handelt es sich um eine modernisierte Rekonstruktion einer „Berline mit Coupé“ der Deutschen Reichspost, entsprechend der Originalpostkutsche von 1939, die beim Museum für Kommunikation Nürnberg noch für Sonderfahrten im Einsatz ist. Sie wurde in den „Hauptwerkstätten für Kraftpostwagen Bamberg“ gefertigt (zu lesen in allen Türschwellen). Die Kutsche nahm am 17. April 1967 offiziell ihren Dienst auf.